# Diesel Boy
Diesel Boy — американская панк-группа из города Санта-Роза, Калифорния. Основана в 1993 году.

## История

### Начало карьеры
Diesel Boy — группа из Северной Калифорнии, из города Санта-Роза. Diesel Boy выступали здесь до тех пор, пока не вышел их первый ангажемент летом 1993 года.
Вскоре Diesel Boy подписали контракт о присоединении к панк-лейблу Honest Don’s, как одна из групп Fat Wreck Chords.

### Запись альбомов
В 1996 году, после нескольких лет получения печального опыта о том, как не остаться в дураках, Diesel Boy выпустили свой первый альбом, носившую название Cock Rock. Уже в 1997 году группа записала второй, получивший похвальные отзывы, Venus Envy. Лето 1999 года принесло нам ещё один диск группы — Sofa King Cool. К этому времени Diesel Boy обзавелись новым барабанщиком, струнной секцией и целым букетом рок-песен самых разных панк-жанров.
В феврале 2001 члены группы с помощью своей звукозаписывающей студии выпустили ещё одну четвертую запись Rode Hard and Put Away Wet. Как всегда Diesel Boy использовали таланты своего продюсера Райана Грина (NOFX, Dance Hall Crashers, Fenix TX, Nerf Herder и Lagwagon). Rode Hard and Put Away Wet вполне обычный результат для Diesel Boy — это набор действительно хороших песен.

### Путешествия
Несмотря на запись своих первых альбомов, Diesel Boy бесконечно путешествовали. Поговаривают, что они проехали 88 748 миль на своём фургоне Ford Econoline, меняя бензин каждые 3 тысячи миль. Они пересекали Штаты и Канаду несметное количество раз, побывали с концертами в Европе и в Австралии. Во время путешествий, Diesel Boy встретили множество друзей и получили признание тысяч фанатов.
Diesel Boy выступали на концертах со своими любимыми музыкальными коллективами, такими как NOFX, Strung Out, Goober Patrol, All, Alkaline Trio, Bigwig, Good Riddance, Unwritten Law, Guttermouth, Bracket, SNFU, Bouncing Souls, Blink 182, Satanic Surfers, The Offspring, Snapcase, MXPX, Less Than Jake, Swingin’ Utters, GOB, The Vandals, No Use For A Name, Southport, The Ataris и многими-многими другими.

### Прочие факты
Группа также гордится своим выступлением в Noshing and Moshing — в эпизоде короткого, но всеми любимого сериала от телевизионной компании NBC — «Хулиганы и ботаны», где музыканты исполняли роль группы Puss (которая так и не появилась). Членам группы пришлось ходить в кожаных штанах и наносить горы макияжа.
Песни группы с альбома Sofa King Cool (а именно «Shinig Star», «She’s My Queen» и «A Literary Love Song») можно услышать в саундтреке к игре (гоночный симулятор) Test Drive Off-Road 3 (на Playstation носила название 4x4 World Trophy).

### Распад группы
С 2002 года о группе не было ничего слышно, однако официально она так и не распалась. Как говорит Дэвид Лэйк, они не развалились, они просто взяли большой перерыв, связанный с тем, что они устали от стиля жизни рок-музыкантов. Сейчас члены группы заняты другими проектами. Бас-гитарист Грэг Хэнсли выступает в рок-группе The Famous, фронтмэн «Diesel Dave» Лэйк ведет свой веб-сайт, а барабанщик Джофф Аркьюри занялся бизнесом — он производит и продает барабаны под собственной маркой 7877.

### Возвращение группы
В Сентябре 2010 года группа провела репетицию, связанную с возвращение Diesel Boy на сцену. Об этом музыканты объявили на своей странице в facebook спустя месяц после репетиции. В июле 2011 также стало известно, что Diesel Boy готовятся к записи нового альбома.

## Состав группы
Лэйк, Дэйв — вокал/гитара
Грег Хэнсли — бас/бэк-вокал
Джастин Уэрс — гитара/вокальные гармонии
Джофф Аркьюри — ударные (с 1999)

### Выбывшие
Майк Шаус — ударные (с 1994 по 1998)

## Дискография

### Альбомы
- Cock Rock (1996)
- Venus Envy (1998)
- Sofa King Cool (1999)
- Rode Hard and Put Away Wet (2001)
- Gets Old (2023)

### Совместные альбомы
- Double Letter Score Diesel Boy совместно с Divit (Coldfront Reckords, 2001)

### 7-inches
- Strap On Seven-Inch (1996)

### Сборные альбомы
- «Titty Twister» из сборника «Fat Music Vol. 2: Survival of the Fattest» (1996)
- «Lime Green» из сборника «Punk Bites» (1996)
- «Punk Rock 101» из «Honest Don’s Welcome Wagon» (1997)
- «Much Too Young» из «Serial Killer Compilation» (1999)
- «Song for the Kids» из сборника «Punk Ass Generosity» (1999)
- «Dust in the Wind» из сборника «Music to Listen to Music By» (1999)
- «Chandeliers and Souvenirs» из сборника «Short Music for Short People» (1999)
- «Looks That Kill» из сборника «Punk Goes Metal»
- «Sammy Hagar Weekend» из сборника «Not So Quiet on the Coldfront» (2001)
- «Punk Rock 201» из сборника «Lose the Tude (7-inch)» (2010)

## Видеография
- Видеоклип «She’s My Queen» из альбома Sofa King Cool